# Adel Mechaal
Adel Mechaal Mechaal (Puerto Capaz, Marruecos; 5 de diciembre de 1990) es un atleta español especializado en las pruebas de fondo, medio fondo y campo a través. Fue campeón de Europa en pista cubierta de 3000 m en 2017. En 2022 batió el récord de Europa en esa misma distancia.

## Trayectoria
Adel Mechaal nació en Puerto Capaz (Marruecos) en 1990. Su padre emigró a España cuando él tenía dos años, y poco después le siguió el resto de la familia. Obtuvo la nacionalidad española en 2013, año en que debutó como internacional.
Fue medalla de plata en los 5000 m del Campeonato Europeo de Atletismo de 2016 por detrás del también español Ilias Fifa.
Tras el europeo se vio envuelto en problemas por haberse saltado controles antidopaje. Pese a ello, y aún sin una resolución firme sobre el caso, en 2017 ganó el oro en los 3000 m del Europeo en Pista Cubierta de Belgrado. En verano, una vez resueltos sus problemas, participó en el  Mundial de Londres, donde consiguió el cuarto puesto en los 1500 m. Tras acabar la temporada fue elegido mejor atleta español del año por la  RFEA.
En 2018 llegó a la final de los 3000 m del Mundial en Pista Cubierta, donde acabó quinto. En verano buscó el doblete en el Campeonato de Europa, alcanzando el cuarto puesto en los 10 000 m, aunque en los 5000 m tuvo que abandonar.
En 2019 participó en los 1500 m del Mundial de Doha, pero no pudo pasar de la primera ronda.
En 2021 consiguió, tras cuatro años de ausencia, volver a un podio internacional al ganar el bronce en la prueba de 3000 m del Europeo en Pista Cubierta. Consiguió la quinta posición en la final de 1500 m de los Juegos Olímpicos de Tokio, logrando también hacer su mejor marca personal.
En 2022 batió el récord de Europa de 3000 m en pista cubierta al vencer en la prueba del World Indoor Tour celebrada en Staten Island con una marca de 7:30.82. Posteriormente participó en la misma distancia del Mundial en Pista Cubierta, donde acabó en la séptima plaza. Tras la competición se mostró crítico con la organización de los traslados por parte de la RFEA. En verano, mermado por haber pasado recientemente el covid-19, participó en el Mundial de Oregón, sin lograr superar las series de los 5000 m, y en el Europeo de Múnich, donde acabó 14.º también en los 5000 m.
En la temporada invernal de 2023 consiguió batir el récord de España de 1500 m en pista cubierta, que permanecía en poder de Andrés Díaz desde 1999, con una marca de 3:33.28. Luego tomó parte en el Campeonato de Europa en pista cubierta celebrado en Estambul, su ciudad de residencia, y logró la medalla de plata en la prueba de 3000 m.
En 2024 participó en el Campeonato Mundial en pista cubierta, logrando la sexta plaza tanto en los 1500 m como en los 3000 m. En verano tomó parte en el Campeonato de Europa, quedando muy cerca de las medallas en sus dos pruebas, aunque finalmente acabó cuarto en los 5000 m y quinto en los 1500 m. En los Juegos Olímpicos de París 2024, con molestias físicas, no consiguió pasar de la primera ronda en los 1500 m y, tras verse en malas condiciones, no llegó a tomar la salida en los 5000 m.
En enero de 2025 sufrió una lesión en el tobillo durante el Cross de Valladolid que le impidió competir en pista durante el resto de la temporada. Debido a ello no pudo participar en el Campeonato del Mundo, por lo que rompió su racha participando en todos los grandes campeonatos internacionales desde el Europeo de 2014.

## Competiciones internacionales
| Representando a España \| Año \| Competición \| Sede \| Puesto \| Prueba \| Marca \| \| ---- \| ------------------------------------ \| -------------- \| ----------------- \| -------- \| -------- \| \| 2013 \| Campeonato Europeo por Equipos \| Gateshead \| 5.º \| 1500 m \| 3:40.58 \| \| 2014 \| Campeonato Mundial en Pista Cubierta \| Sopot \| 11.º (s.) \| 1500 m \| 3:41.27 \| \| 2014 \| Campeonato Europeo \| Zúrich \| 25.º (s.) \| 1500 m \| 3:47.60 \| \| 2015 \| Campeonato Europeo en Pista Cubierta \| Praga \| 6.º \| 3000 m \| 7:49.59 \| \| 2015 \| Campeonato Europeo por Equipos \| Cheboksary \| 6.º \| 1500 m \| 3:52.69 \| \| 2015 \| Campeonato Mundial \| Pekín \| 37.º (s.) \| 1500 m \| 3:46.05 \| \| 2016 \| Campeonato Europeo \| Ámsterdam \| Medalla de plata \| 5000 m \| 13:40.85 \| \| 2016 \| Juegos Olímpicos \| Río de Janeiro \| 33.º (s.) \| 1500 m \| 3:48.61 \| \| 2016 \| Juegos Olímpicos \| Río de Janeiro \| 30.º (s.) \| 5000 m \| 13:34.42 \| \| 2017 \| Campeonato Europeo en Pista Cubierta \| Belgrado \| Medalla de oro \| 3000 m \| 8:00.60 \| \| 2017 \| Campeonato Mundial \| Londres \| 4.º \| 1500 m \| 3:34.71 \| \| 2018 \| Campeonato Mundial en Pista Cubierta \| Birmingham \| 5.º \| 3000 m \| 8:16.13 \| \| 2018 \| Campeonato Europeo \| Berlín \| DNF \| 5000 m \| -- \| \| 2018 \| Campeonato Europeo \| Berlín \| 4.º \| 10 000 m \| 28:13.78 \| \| 2019 \| Campeonato Europeo por Equipos \| Bydgoszcz \| 1.º \| 3000 m \| 8:02.51 \| \| 2019 \| Campeonato Mundial \| Doha \| 25.º (s.) \| 1500 m \| 3:37.95 \| \| 2021 \| Campeonato Europeo en Pista Cubierta \| Toruń \| Medalla de bronce \| 3000 m \| 7:46.52 \| \| 2021 \| Juegos Olímpicos \| Tokio \| 5.º \| 1500 m \| 3:30.77 \| \| 2022 \| Campeonato Mundial en Pista Cubierta \| Belgrado \| 7.º \| 3000 m \| 7:43.60 \| \| 2022 \| Campeonato Mundial \| Eugene \| 22.º (s.) \| 5000 m \| 13:36.48 \| \| 2022 \| Campeonato Europeo \| Múnich \| 14.º \| 5000 m \| 13:35.92 \| \| 2023 \| Campeonato Europeo en Pista Cubierta \| Estambul \| Medalla de plata \| 3000 m \| 7:41.75 \| \| 2023 \| Campeonato Mundial \| Budapest \| 9.º (sf.) \| 1500 m \| 3:33.33 \| \| 2024 \| Campeonato Mundial en Pista Cubierta \| Glasgow \| 6.º \| 3000 m \| 7:45.67 \| \| 2024 \| Campeonato Mundial en Pista Cubierta \| Glasgow \| 6.º \| 1500 m \| 3:37.76 \| \| 2024 \| Campeonato de Europa \| Roma \| 4.º \| 5000 m \| 13:22.77 \| \| 2024 \| Campeonato de Europa \| Roma \| 5.º \| 1500 m \| 3:33.58 \| \| 2024 \| Juegos Olímpicos \| París \| 9.º (s.)[n 1] \| 1500 m \| 3:35.81 \| \| 2024 \| Juegos Olímpicos \| París \| DNS \| 5000 m \| -- \| | Representando a España \| Año \| Competición \| Sede \| Puesto \| Prueba \| Marca \| \| ---- \| ------------------------------------ \| -------------- \| ----------------- \| -------- \| -------- \| \| 2013 \| Campeonato Europeo por Equipos \| Gateshead \| 5.º \| 1500 m \| 3:40.58 \| \| 2014 \| Campeonato Mundial en Pista Cubierta \| Sopot \| 11.º (s.) \| 1500 m \| 3:41.27 \| \| 2014 \| Campeonato Europeo \| Zúrich \| 25.º (s.) \| 1500 m \| 3:47.60 \| \| 2015 \| Campeonato Europeo en Pista Cubierta \| Praga \| 6.º \| 3000 m \| 7:49.59 \| \| 2015 \| Campeonato Europeo por Equipos \| Cheboksary \| 6.º \| 1500 m \| 3:52.69 \| \| 2015 \| Campeonato Mundial \| Pekín \| 37.º (s.) \| 1500 m \| 3:46.05 \| \| 2016 \| Campeonato Europeo \| Ámsterdam \| Medalla de plata \| 5000 m \| 13:40.85 \| \| 2016 \| Juegos Olímpicos \| Río de Janeiro \| 33.º (s.) \| 1500 m \| 3:48.61 \| \| 2016 \| Juegos Olímpicos \| Río de Janeiro \| 30.º (s.) \| 5000 m \| 13:34.42 \| \| 2017 \| Campeonato Europeo en Pista Cubierta \| Belgrado \| Medalla de oro \| 3000 m \| 8:00.60 \| \| 2017 \| Campeonato Mundial \| Londres \| 4.º \| 1500 m \| 3:34.71 \| \| 2018 \| Campeonato Mundial en Pista Cubierta \| Birmingham \| 5.º \| 3000 m \| 8:16.13 \| \| 2018 \| Campeonato Europeo \| Berlín \| DNF \| 5000 m \| -- \| \| 2018 \| Campeonato Europeo \| Berlín \| 4.º \| 10 000 m \| 28:13.78 \| \| 2019 \| Campeonato Europeo por Equipos \| Bydgoszcz \| 1.º \| 3000 m \| 8:02.51 \| \| 2019 \| Campeonato Mundial \| Doha \| 25.º (s.) \| 1500 m \| 3:37.95 \| \| 2021 \| Campeonato Europeo en Pista Cubierta \| Toruń \| Medalla de bronce \| 3000 m \| 7:46.52 \| \| 2021 \| Juegos Olímpicos \| Tokio \| 5.º \| 1500 m \| 3:30.77 \| \| 2022 \| Campeonato Mundial en Pista Cubierta \| Belgrado \| 7.º \| 3000 m \| 7:43.60 \| \| 2022 \| Campeonato Mundial \| Eugene \| 22.º (s.) \| 5000 m \| 13:36.48 \| \| 2022 \| Campeonato Europeo \| Múnich \| 14.º \| 5000 m \| 13:35.92 \| \| 2023 \| Campeonato Europeo en Pista Cubierta \| Estambul \| Medalla de plata \| 3000 m \| 7:41.75 \| \| 2023 \| Campeonato Mundial \| Budapest \| 9.º (sf.) \| 1500 m \| 3:33.33 \| \| 2024 \| Campeonato Mundial en Pista Cubierta \| Glasgow \| 6.º \| 3000 m \| 7:45.67 \| \| 2024 \| Campeonato Mundial en Pista Cubierta \| Glasgow \| 6.º \| 1500 m \| 3:37.76 \| \| 2024 \| Campeonato de Europa \| Roma \| 4.º \| 5000 m \| 13:22.77 \| \| 2024 \| Campeonato de Europa \| Roma \| 5.º \| 1500 m \| 3:33.58 \| \| 2024 \| Juegos Olímpicos \| París \| 9.º (s.)[n 1] \| 1500 m \| 3:35.81 \| \| 2024 \| Juegos Olímpicos \| París \| DNS \| 5000 m \| -- \| | Representando a España \| Año \| Competición \| Sede \| Puesto \| Prueba \| Marca \| \| ---- \| ------------------------------------ \| -------------- \| ----------------- \| -------- \| -------- \| \| 2013 \| Campeonato Europeo por Equipos \| Gateshead \| 5.º \| 1500 m \| 3:40.58 \| \| 2014 \| Campeonato Mundial en Pista Cubierta \| Sopot \| 11.º (s.) \| 1500 m \| 3:41.27 \| \| 2014 \| Campeonato Europeo \| Zúrich \| 25.º (s.) \| 1500 m \| 3:47.60 \| \| 2015 \| Campeonato Europeo en Pista Cubierta \| Praga \| 6.º \| 3000 m \| 7:49.59 \| \| 2015 \| Campeonato Europeo por Equipos \| Cheboksary \| 6.º \| 1500 m \| 3:52.69 \| \| 2015 \| Campeonato Mundial \| Pekín \| 37.º (s.) \| 1500 m \| 3:46.05 \| \| 2016 \| Campeonato Europeo \| Ámsterdam \| Medalla de plata \| 5000 m \| 13:40.85 \| \| 2016 \| Juegos Olímpicos \| Río de Janeiro \| 33.º (s.) \| 1500 m \| 3:48.61 \| \| 2016 \| Juegos Olímpicos \| Río de Janeiro \| 30.º (s.) \| 5000 m \| 13:34.42 \| \| 2017 \| Campeonato Europeo en Pista Cubierta \| Belgrado \| Medalla de oro \| 3000 m \| 8:00.60 \| \| 2017 \| Campeonato Mundial \| Londres \| 4.º \| 1500 m \| 3:34.71 \| \| 2018 \| Campeonato Mundial en Pista Cubierta \| Birmingham \| 5.º \| 3000 m \| 8:16.13 \| \| 2018 \| Campeonato Europeo \| Berlín \| DNF \| 5000 m \| -- \| \| 2018 \| Campeonato Europeo \| Berlín \| 4.º \| 10 000 m \| 28:13.78 \| \| 2019 \| Campeonato Europeo por Equipos \| Bydgoszcz \| 1.º \| 3000 m \| 8:02.51 \| \| 2019 \| Campeonato Mundial \| Doha \| 25.º (s.) \| 1500 m \| 3:37.95 \| \| 2021 \| Campeonato Europeo en Pista Cubierta \| Toruń \| Medalla de bronce \| 3000 m \| 7:46.52 \| \| 2021 \| Juegos Olímpicos \| Tokio \| 5.º \| 1500 m \| 3:30.77 \| \| 2022 \| Campeonato Mundial en Pista Cubierta \| Belgrado \| 7.º \| 3000 m \| 7:43.60 \| \| 2022 \| Campeonato Mundial \| Eugene \| 22.º (s.) \| 5000 m \| 13:36.48 \| \| 2022 \| Campeonato Europeo \| Múnich \| 14.º \| 5000 m \| 13:35.92 \| \| 2023 \| Campeonato Europeo en Pista Cubierta \| Estambul \| Medalla de plata \| 3000 m \| 7:41.75 \| \| 2023 \| Campeonato Mundial \| Budapest \| 9.º (sf.) \| 1500 m \| 3:33.33 \| \| 2024 \| Campeonato Mundial en Pista Cubierta \| Glasgow \| 6.º \| 3000 m \| 7:45.67 \| \| 2024 \| Campeonato Mundial en Pista Cubierta \| Glasgow \| 6.º \| 1500 m \| 3:37.76 \| \| 2024 \| Campeonato de Europa \| Roma \| 4.º \| 5000 m \| 13:22.77 \| \| 2024 \| Campeonato de Europa \| Roma \| 5.º \| 1500 m \| 3:33.58 \| \| 2024 \| Juegos Olímpicos \| París \| 9.º (s.)[n 1] \| 1500 m \| 3:35.81 \| \| 2024 \| Juegos Olímpicos \| París \| DNS \| 5000 m \| -- \| | Representando a España \| Año \| Competición \| Sede \| Puesto \| Prueba \| Marca \| \| ---- \| ------------------------------------ \| -------------- \| ----------------- \| -------- \| -------- \| \| 2013 \| Campeonato Europeo por Equipos \| Gateshead \| 5.º \| 1500 m \| 3:40.58 \| \| 2014 \| Campeonato Mundial en Pista Cubierta \| Sopot \| 11.º (s.) \| 1500 m \| 3:41.27 \| \| 2014 \| Campeonato Europeo \| Zúrich \| 25.º (s.) \| 1500 m \| 3:47.60 \| \| 2015 \| Campeonato Europeo en Pista Cubierta \| Praga \| 6.º \| 3000 m \| 7:49.59 \| \| 2015 \| Campeonato Europeo por Equipos \| Cheboksary \| 6.º \| 1500 m \| 3:52.69 \| \| 2015 \| Campeonato Mundial \| Pekín \| 37.º (s.) \| 1500 m \| 3:46.05 \| \| 2016 \| Campeonato Europeo \| Ámsterdam \| Medalla de plata \| 5000 m \| 13:40.85 \| \| 2016 \| Juegos Olímpicos \| Río de Janeiro \| 33.º (s.) \| 1500 m \| 3:48.61 \| \| 2016 \| Juegos Olímpicos \| Río de Janeiro \| 30.º (s.) \| 5000 m \| 13:34.42 \| \| 2017 \| Campeonato Europeo en Pista Cubierta \| Belgrado \| Medalla de oro \| 3000 m \| 8:00.60 \| \| 2017 \| Campeonato Mundial \| Londres \| 4.º \| 1500 m \| 3:34.71 \| \| 2018 \| Campeonato Mundial en Pista Cubierta \| Birmingham \| 5.º \| 3000 m \| 8:16.13 \| \| 2018 \| Campeonato Europeo \| Berlín \| DNF \| 5000 m \| -- \| \| 2018 \| Campeonato Europeo \| Berlín \| 4.º \| 10 000 m \| 28:13.78 \| \| 2019 \| Campeonato Europeo por Equipos \| Bydgoszcz \| 1.º \| 3000 m \| 8:02.51 \| \| 2019 \| Campeonato Mundial \| Doha \| 25.º (s.) \| 1500 m \| 3:37.95 \| \| 2021 \| Campeonato Europeo en Pista Cubierta \| Toruń \| Medalla de bronce \| 3000 m \| 7:46.52 \| \| 2021 \| Juegos Olímpicos \| Tokio \| 5.º \| 1500 m \| 3:30.77 \| \| 2022 \| Campeonato Mundial en Pista Cubierta \| Belgrado \| 7.º \| 3000 m \| 7:43.60 \| \| 2022 \| Campeonato Mundial \| Eugene \| 22.º (s.) \| 5000 m \| 13:36.48 \| \| 2022 \| Campeonato Europeo \| Múnich \| 14.º \| 5000 m \| 13:35.92 \| \| 2023 \| Campeonato Europeo en Pista Cubierta \| Estambul \| Medalla de plata \| 3000 m \| 7:41.75 \| \| 2023 \| Campeonato Mundial \| Budapest \| 9.º (sf.) \| 1500 m \| 3:33.33 \| \| 2024 \| Campeonato Mundial en Pista Cubierta \| Glasgow \| 6.º \| 3000 m \| 7:45.67 \| \| 2024 \| Campeonato Mundial en Pista Cubierta \| Glasgow \| 6.º \| 1500 m \| 3:37.76 \| \| 2024 \| Campeonato de Europa \| Roma \| 4.º \| 5000 m \| 13:22.77 \| \| 2024 \| Campeonato de Europa \| Roma \| 5.º \| 1500 m \| 3:33.58 \| \| 2024 \| Juegos Olímpicos \| París \| 9.º (s.)[n 1] \| 1500 m \| 3:35.81 \| \| 2024 \| Juegos Olímpicos \| París \| DNS \| 5000 m \| -- \| | Representando a España \| Año \| Competición \| Sede \| Puesto \| Prueba \| Marca \| \| ---- \| ------------------------------------ \| -------------- \| ----------------- \| -------- \| -------- \| \| 2013 \| Campeonato Europeo por Equipos \| Gateshead \| 5.º \| 1500 m \| 3:40.58 \| \| 2014 \| Campeonato Mundial en Pista Cubierta \| Sopot \| 11.º (s.) \| 1500 m \| 3:41.27 \| \| 2014 \| Campeonato Europeo \| Zúrich \| 25.º (s.) \| 1500 m \| 3:47.60 \| \| 2015 \| Campeonato Europeo en Pista Cubierta \| Praga \| 6.º \| 3000 m \| 7:49.59 \| \| 2015 \| Campeonato Europeo por Equipos \| Cheboksary \| 6.º \| 1500 m \| 3:52.69 \| \| 2015 \| Campeonato Mundial \| Pekín \| 37.º (s.) \| 1500 m \| 3:46.05 \| \| 2016 \| Campeonato Europeo \| Ámsterdam \| Medalla de plata \| 5000 m \| 13:40.85 \| \| 2016 \| Juegos Olímpicos \| Río de Janeiro \| 33.º (s.) \| 1500 m \| 3:48.61 \| \| 2016 \| Juegos Olímpicos \| Río de Janeiro \| 30.º (s.) \| 5000 m \| 13:34.42 \| \| 2017 \| Campeonato Europeo en Pista Cubierta \| Belgrado \| Medalla de oro \| 3000 m \| 8:00.60 \| \| 2017 \| Campeonato Mundial \| Londres \| 4.º \| 1500 m \| 3:34.71 \| \| 2018 \| Campeonato Mundial en Pista Cubierta \| Birmingham \| 5.º \| 3000 m \| 8:16.13 \| \| 2018 \| Campeonato Europeo \| Berlín \| DNF \| 5000 m \| -- \| \| 2018 \| Campeonato Europeo \| Berlín \| 4.º \| 10 000 m \| 28:13.78 \| \| 2019 \| Campeonato Europeo por Equipos \| Bydgoszcz \| 1.º \| 3000 m \| 8:02.51 \| \| 2019 \| Campeonato Mundial \| Doha \| 25.º (s.) \| 1500 m \| 3:37.95 \| \| 2021 \| Campeonato Europeo en Pista Cubierta \| Toruń \| Medalla de bronce \| 3000 m \| 7:46.52 \| \| 2021 \| Juegos Olímpicos \| Tokio \| 5.º \| 1500 m \| 3:30.77 \| \| 2022 \| Campeonato Mundial en Pista Cubierta \| Belgrado \| 7.º \| 3000 m \| 7:43.60 \| \| 2022 \| Campeonato Mundial \| Eugene \| 22.º (s.) \| 5000 m \| 13:36.48 \| \| 2022 \| Campeonato Europeo \| Múnich \| 14.º \| 5000 m \| 13:35.92 \| \| 2023 \| Campeonato Europeo en Pista Cubierta \| Estambul \| Medalla de plata \| 3000 m \| 7:41.75 \| \| 2023 \| Campeonato Mundial \| Budapest \| 9.º (sf.) \| 1500 m \| 3:33.33 \| \| 2024 \| Campeonato Mundial en Pista Cubierta \| Glasgow \| 6.º \| 3000 m \| 7:45.67 \| \| 2024 \| Campeonato Mundial en Pista Cubierta \| Glasgow \| 6.º \| 1500 m \| 3:37.76 \| \| 2024 \| Campeonato de Europa \| Roma \| 4.º \| 5000 m \| 13:22.77 \| \| 2024 \| Campeonato de Europa \| Roma \| 5.º \| 1500 m \| 3:33.58 \| \| 2024 \| Juegos Olímpicos \| París \| 9.º (s.)[n 1] \| 1500 m \| 3:35.81 \| \| 2024 \| Juegos Olímpicos \| París \| DNS \| 5000 m \| -- \| | Representando a España \| Año \| Competición \| Sede \| Puesto \| Prueba \| Marca \| \| ---- \| ------------------------------------ \| -------------- \| ----------------- \| -------- \| -------- \| \| 2013 \| Campeonato Europeo por Equipos \| Gateshead \| 5.º \| 1500 m \| 3:40.58 \| \| 2014 \| Campeonato Mundial en Pista Cubierta \| Sopot \| 11.º (s.) \| 1500 m \| 3:41.27 \| \| 2014 \| Campeonato Europeo \| Zúrich \| 25.º (s.) \| 1500 m \| 3:47.60 \| \| 2015 \| Campeonato Europeo en Pista Cubierta \| Praga \| 6.º \| 3000 m \| 7:49.59 \| \| 2015 \| Campeonato Europeo por Equipos \| Cheboksary \| 6.º \| 1500 m \| 3:52.69 \| \| 2015 \| Campeonato Mundial \| Pekín \| 37.º (s.) \| 1500 m \| 3:46.05 \| \| 2016 \| Campeonato Europeo \| Ámsterdam \| Medalla de plata \| 5000 m \| 13:40.85 \| \| 2016 \| Juegos Olímpicos \| Río de Janeiro \| 33.º (s.) \| 1500 m \| 3:48.61 \| \| 2016 \| Juegos Olímpicos \| Río de Janeiro \| 30.º (s.) \| 5000 m \| 13:34.42 \| \| 2017 \| Campeonato Europeo en Pista Cubierta \| Belgrado \| Medalla de oro \| 3000 m \| 8:00.60 \| \| 2017 \| Campeonato Mundial \| Londres \| 4.º \| 1500 m \| 3:34.71 \| \| 2018 \| Campeonato Mundial en Pista Cubierta \| Birmingham \| 5.º \| 3000 m \| 8:16.13 \| \| 2018 \| Campeonato Europeo \| Berlín \| DNF \| 5000 m \| -- \| \| 2018 \| Campeonato Europeo \| Berlín \| 4.º \| 10 000 m \| 28:13.78 \| \| 2019 \| Campeonato Europeo por Equipos \| Bydgoszcz \| 1.º \| 3000 m \| 8:02.51 \| \| 2019 \| Campeonato Mundial \| Doha \| 25.º (s.) \| 1500 m \| 3:37.95 \| \| 2021 \| Campeonato Europeo en Pista Cubierta \| Toruń \| Medalla de bronce \| 3000 m \| 7:46.52 \| \| 2021 \| Juegos Olímpicos \| Tokio \| 5.º \| 1500 m \| 3:30.77 \| \| 2022 \| Campeonato Mundial en Pista Cubierta \| Belgrado \| 7.º \| 3000 m \| 7:43.60 \| \| 2022 \| Campeonato Mundial \| Eugene \| 22.º (s.) \| 5000 m \| 13:36.48 \| \| 2022 \| Campeonato Europeo \| Múnich \| 14.º \| 5000 m \| 13:35.92 \| \| 2023 \| Campeonato Europeo en Pista Cubierta \| Estambul \| Medalla de plata \| 3000 m \| 7:41.75 \| \| 2023 \| Campeonato Mundial \| Budapest \| 9.º (sf.) \| 1500 m \| 3:33.33 \| \| 2024 \| Campeonato Mundial en Pista Cubierta \| Glasgow \| 6.º \| 3000 m \| 7:45.67 \| \| 2024 \| Campeonato Mundial en Pista Cubierta \| Glasgow \| 6.º \| 1500 m \| 3:37.76 \| \| 2024 \| Campeonato de Europa \| Roma \| 4.º \| 5000 m \| 13:22.77 \| \| 2024 \| Campeonato de Europa \| Roma \| 5.º \| 1500 m \| 3:33.58 \| \| 2024 \| Juegos Olímpicos \| París \| 9.º (s.)[n 1] \| 1500 m \| 3:35.81 \| \| 2024 \| Juegos Olímpicos \| París \| DNS \| 5000 m \| -- \| |
| Año | Competición | Sede | Puesto | Prueba | Marca |
| --- | --- | --- | --- | --- | --- |
| 2013 | Campeonato Europeo por Equipos | Gateshead | 5.º | 1500 m | 3:40.58 |
| 2014 | Campeonato Mundial en Pista Cubierta | Sopot | 11.º (s.) | 1500 m | 3:41.27 |
| 2014 | Campeonato Europeo | Zúrich | 25.º (s.) | 1500 m | 3:47.60 |
| 2015 | Campeonato Europeo en Pista Cubierta | Praga | 6.º | 3000 m | 7:49.59 |
| 2015 | Campeonato Europeo por Equipos | Cheboksary | 6.º | 1500 m | 3:52.69 |
| 2015 | Campeonato Mundial | Pekín | 37.º (s.) | 1500 m | 3:46.05 |
| 2016 | Campeonato Europeo | Ámsterdam | Medalla de plata | 5000 m | 13:40.85 |
| 2016 | Juegos Olímpicos | Río de Janeiro | 33.º (s.) | 1500 m | 3:48.61 |
| 2016 | Juegos Olímpicos | Río de Janeiro | 30.º (s.) | 5000 m | 13:34.42 |
| 2017 | Campeonato Europeo en Pista Cubierta | Belgrado | Medalla de oro | 3000 m | 8:00.60 |
| 2017 | Campeonato Mundial | Londres | 4.º | 1500 m | 3:34.71 |
| 2018 | Campeonato Mundial en Pista Cubierta | Birmingham | 5.º | 3000 m | 8:16.13 |
| 2018 | Campeonato Europeo | Berlín | DNF | 5000 m | -- |
| 2018 | Campeonato Europeo | Berlín | 4.º | 10 000 m | 28:13.78 |
| 2019 | Campeonato Europeo por Equipos | Bydgoszcz | 1.º | 3000 m | 8:02.51 |
| 2019 | Campeonato Mundial | Doha | 25.º (s.) | 1500 m | 3:37.95 |
| 2021 | Campeonato Europeo en Pista Cubierta | Toruń | Medalla de bronce | 3000 m | 7:46.52 |
| 2021 | Juegos Olímpicos | Tokio | 5.º | 1500 m | 3:30.77 |
| 2022 | Campeonato Mundial en Pista Cubierta | Belgrado | 7.º | 3000 m | 7:43.60 |
| 2022 | Campeonato Mundial | Eugene | 22.º (s.) | 5000 m | 13:36.48 |
| 2022 | Campeonato Europeo | Múnich | 14.º | 5000 m | 13:35.92 |
| 2023 | Campeonato Europeo en Pista Cubierta | Estambul | Medalla de plata | 3000 m | 7:41.75 |
| 2023 | Campeonato Mundial | Budapest | 9.º (sf.) | 1500 m | 3:33.33 |
| 2024 | Campeonato Mundial en Pista Cubierta | Glasgow | 6.º | 3000 m | 7:45.67 |
| 2024 | Campeonato Mundial en Pista Cubierta | Glasgow | 6.º | 1500 m | 3:37.76 |
| 2024 | Campeonato de Europa | Roma | 4.º | 5000 m | 13:22.77 |
| 2024 | Campeonato de Europa | Roma | 5.º | 1500 m | 3:33.58 |
| 2024 | Juegos Olímpicos | París | 9.º (s.) | 1500 m | 3:35.81 |
| 2024 | Juegos Olímpicos | París | DNS | 5000 m | -- |

1. ↑  27.º en la ronda de repesca (3:42.79).

## Marcas personales
| Prueba        | Marca    | Lugar      | Fecha                 |
| ------------- | -------- | ---------- | --------------------- |
| 800 metros    | 1:47.69  | Barcelona  | 17 de julio de 2019   |
| 1500 metros   | 3:30.77  | Tokio      | 7 de agosto de 2021   |
| 3000 metros   | 7:35.28  | París      | 1 de julio de 2017    |
| 5000 metros   | 13:15.40 | Huelva     | 3 de junio de 2016    |
| 10000 metros  | 27:50.56 | Londres    | 19 de mayo de 2018    |
| 10 kilómetros | 27:46    | Mánchester | 26 de mayo de 2024    |
| Media maratón | 1:02:30  | Gdynia     | 17 de octubre de 2020 |

| Prueba      | Marca   | Lugar         | Fecha                 |
| ----------- | ------- | ------------- | --------------------- |
| 1500 metros | 3:33.28 | Birmingham    | 25 de febrero de 2023 |
| 3000 metros | 7:30.82 | Staten Island | 6 de febrero de 2022  |